# Хитови и легенде
Хитови и легенде је први живи албум загребачке рок групе Аеродром који је изашао новембра 2009. године, а избацила га је издавачка кућа Кроација рекордс. Албум је снимљен у клубу Творница Културе у Загребу, 13. децембра 2008. године, а бенд су у том периоду чинили Јурица Пађен, Томислав Шојат, Иван Хавидић и Борис Лајнер. Неке од песама које су се нашле на овом албуму представљају највеће хитове групе Аеродром, али и оне које је Пађен изводио са групама попут Парног ваљка, Азре, Пађен бенда, Филма и Хаустора.

## Списак песама
| Редни број | Наслов                             | Текст               | Музика                  | Трајање |
| ---------- | ---------------------------------- | ------------------- | ----------------------- | ------- |
| 1          | Дигни ме високо                    |                     |                         | 2:32    |
| 2          | Слатка мала ствар                  |                     |                         | 2:34    |
| 3          | Дивљакуша                          |                     |                         | 3:37    |
| 4          | Усне вреле вишње                   | Бранимир Штулић     | традиционална Нино Рота | 4:00    |
| 5          | Отказани лет                       |                     |                         | 3:48    |
| 6          | Обична љубавна пјесма              |                     |                         | 6:29    |
| 7          | Моја прва љубав                    | Срђан Сахер         | Срђан Сахер             | 4:26    |
| 8          | 24 сата                            |                     |                         | 4:01    |
| 9          | Лутка за бал                       | Хусеин Хасанефендић | Хусеин Хасанефендић     | 4:06    |
| 10         | Фратело                            |                     |                         | 3:05    |
| 11         | Пјевајмо до зоре                   | Јура Стублић        | Јура Стублић            | 3:41    |
| 12         | Твој пас ме чудно гледа            |                     |                         | 4:51    |
| 13         | А шта да радим                     | Бранимир Штулић     | Бранимир Штулић         | 2:48    |
| 14         | Што си у каву ставила              |                     |                         | 2:56    |
| 15         | Стави праву ствар                  |                     |                         | 4:27    |
| 16         | Сузама                             |                     |                         | 3:56    |
| 17         | Ко је умро више пута (бонус песма) |                     |                         | 3:27    |
| 18         | Farma Band Aid (бонус песма)       |                     |                         | 3:07    |

## Извођачи
- Јурица Пађен - електрична гитара, вокал
- Томислав Шојат - бас гитара, пратећи вокал
- Иван Хавидић - гитара, пратећи вокал
- Борис Лајнер - бубњеви

## Продукција
- Игор Келчец - фотографија и илустрације
- Драгутин Смокровић - мастеринг
- Јурај Хавидић - сниматељ, микс
- Иван Хавидић - микс